# Liste der Monuments historiques in Vitry-la-Ville
Die Liste der Monuments historiques in Vitry-la-Ville führt die Monuments historiques in der französischen Gemeinde Vitry-la-Ville auf.

## Liste der Immobilien
| Bezeichnung               | Beschreibung | Standort                 | Kennzeichnung | Schutzstatus | Datum | Bild           |
| ------------------------- | --- | ------------------------ | ------------- | ------------ | ----- | -------------- |
| Château de Vitry-la-Ville | aus der zweiten Hälfte des 18. Jahrhunderts; mit Wirtschaftsgebäuden, Eingangspavillons, Hauptportal, Gartenportal, Wassergräben und Brücken | 1 rue de l’Eglise (Lage) | PA00078922    | Inscrit      | 1990  | weitere Bilder |

## Liste der Objekte
| Bezeichnung     | Beschreibung                                  | Standort                       | Kennzeichnung | Schutzstatus | Datum | Bild |
| --------------- | --------------------------------------------- | ------------------------------ | ------------- | ------------ | ----- | ---- |
| Skulptur Petrus | Holz, farbig gefasst, 18. Jahrhundert         | in der Kirche St-Pierre (Lage) | PM51002472    | Inscrit      | 1976  |      |
| Marienaltar     | Altartisch und Retabel; Holz, 18. Jahrhundert | in der Kirche St-Pierre (Lage) | PM51001192    | Classé       | 1977  |      |
| Petrusaltar     | Altartisch und Retabel; Holz, 18. Jahrhundert | in der Kirche St-Pierre (Lage) | PM51001193    | Classé       | 1977  |      |
| Taufbecken      | Stein, 18. Jahrhundert                        | in der Kirche St-Pierre (Lage) | PM51002471    | Inscrit      | 1976  |      |